# Бри, Теодор де
Теодор де Бри, реже: Теодор де Брай (фр. Théodore de Bry, (нидерл. Theodoor de Bry, (нем. Dietrich de Bry, Johann Theodor de Bry, Dirk de Bry ; 1528, Льеж — 27 марта 1598, Франкфурт-на-Майне) — нидерландский художник: рисовальщик-орнаменталист, гравёр, книжный иллюстратор, ювелир и издатель гравюр из Льежского епископства, кальвинист, основатель семьи потомственных издателей. Наиболее известен раскрашенными от руки офортами, повествующими об экзотических странах, в том числе об открытии и завоевании Америки, которые он выполнял со своими сыновьями Йоханом Теодором и Йоханом Израэлем.

## Биография

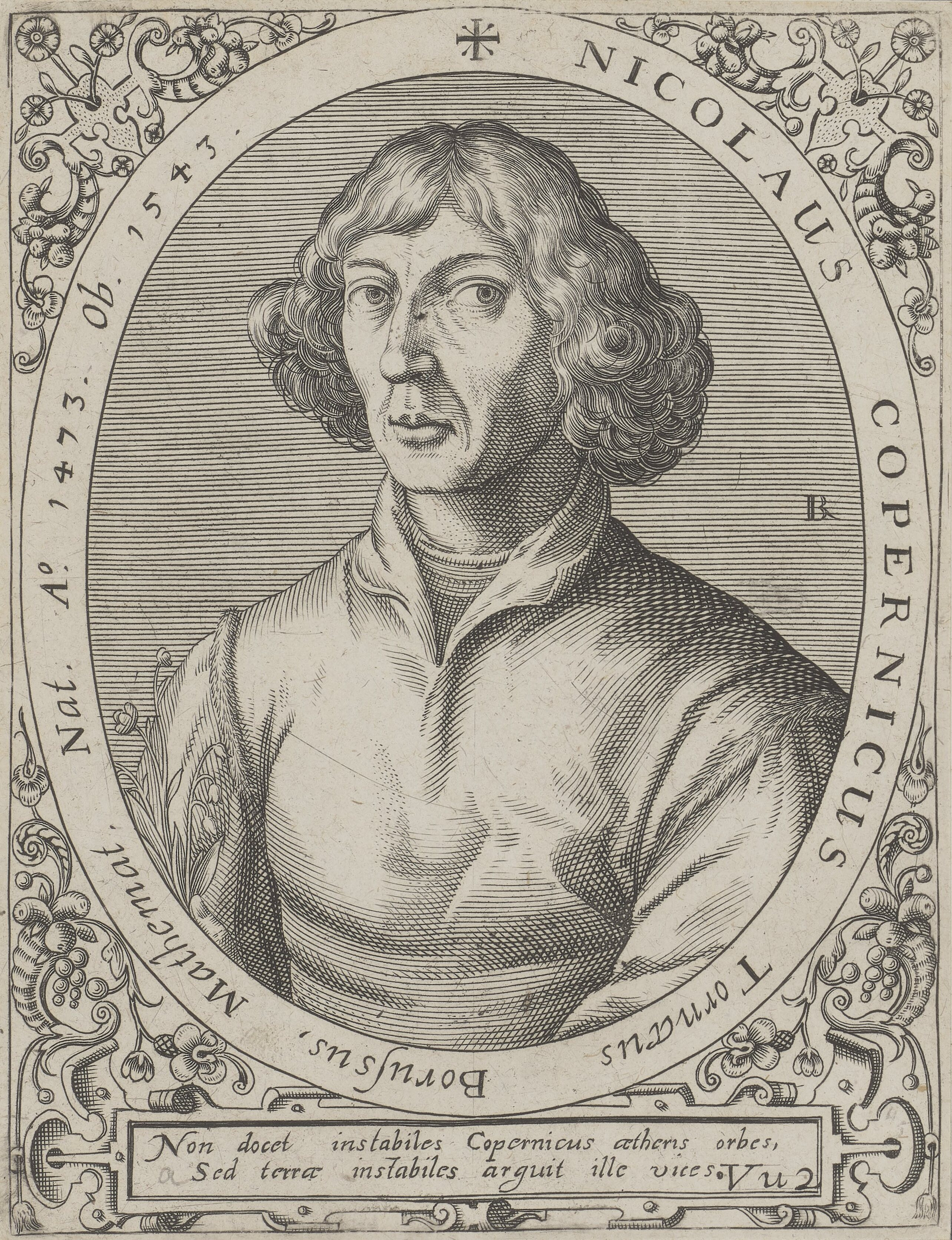
Портрет Николая Коперника. 1597. Гравюра резцом на меди

Бартоломе де лас Касас. «История завоевания Индий». Титульный лист. Гейдельберг, 1664

Теодор родился в 1528 году в Льеже в протестантской семье ювелира Тири де Бри. Учился у отца ювелирному делу и навыкам гравировки металлических изделий: ниелло (ювелирное дело, гравирование и чеканка по металлу были традиционными занятиями ремесленников-кальвинистов). Не позднее 1560 года сын поселился в Страсбурге, где был известен под именем Дитрих Брай, занялся ювелирным делом и женился на Екатерине Эсслингер. Разбогател, но, согласно официальной версии, в 1570 году как кальвинист он был изгнан из Льежа и лишился своего имущества.
Сведения о причинах переезда мастера из Льежа в Страсбург противоречивы. Ранние источники сообщают, что около 1570 года власти католической Испании, которые контролировали южные территории Нидерландов, начали кампанию по преследованию протестантов, и его якобы обвинили в ереси, конфисковав имущество, после чего он был вынужден покинуть родной город. Однако известно, что талантливый ювелир и гравёр проживал в Страсбурге за десять лет до этих событий, поэтому рассказы о побеге из Льежа из-за религиозных притеснений звучат не совсем убедительно. В то время Льеж был центром княжества-епископства, полунезависимого государства, как, например, герцогство Брабант, Люксембург и другие владения испанской короны в этом регионе. Официальной религией в Льеже считалось католичество, и вполне возможно, что кальвинист де Бри не мог в этих условиях надеяться на успешную карьеру. В любом случае, независимый Страсбург был тогда не менее богатым и процветающим городом, где лояльно относились к протестантам. В результате там образовалась крупная протестантская община выходцев из Нидерландов и Франции. Благодаря трудолюбию и талантам этих людей город стал известен в числе прочего ювелирными и гравёрными мастерскими.
В Страсбурге Теодор де Бри, вероятно, сделал первые шаги в области гравюры на меди, возможно, под влиянием произведений Этьена Делона. В 1577 году семья поселилась в Антверпене и в 1578 году мастер открыл мастерскую во Франкфурте-на-Майне и получил там права бюргера. В 1578 году Теодор де Бри подал заявление о предоставлении страсбургского гражданства. К этому времени он уже был известен как владелец процветающей гравировально-издательской мастерской.
Между 1586 и 1588 годами он некоторое время проживал в Лондоне, где встретил французского рисовальщика и живописца Жака Ле Муана, который двадцать лет назад побывал во Флориде в Новом Свете. Он был писал картины с изображением американских аборигенов, но они были утеряны после нападения испанцев на французскую колонию. Вместе они решили переосмыслить эту тему. Кроме того, Теодор де Бри встретился с географом Ричардом Хаклюйтом, что дало ему доступ к документам Томаса Хэриота и Джона Уайта из их поездки в Вирджинию. Это стало началом серии публикаций о вновь открытых странах. В Англии Теодор де Бри начал собирать отчёты и иллюстрации различных европейских исследовательских экспедиций, и по возвращении в 1589 году, вместе со своими сыновьями, на основе имеющегося материала начал готовить к изданию иллюстрированные сборники.

## Публикации об открытии и завоевании Америки
С 1590 по 1634 год издательство, основанное Теодором де Бри, опубликовало во Франкфурте-на-Майне два самых важных сборника путевых заметок раннего Нового времени о путешествиях и географических открытиях:  West-Indischen Reisen («Путешествие в Западную Индию», также труд известен как «История Америки») и  Ost-Indischen Reisen («Путешествие в Восточную Индию»). Целиком вся коллекция карт, описаний и рисунков была завершена только к 1634 году Матфеем Мерианом и получила официальное название «Collectiones peregrinationum in Indiam Orientalem et Indiam Occidentalem XXV partibus compratingae; Оpus illustratum figuris aeneis Fratrum de Bry et Meriani». Заканчивали работу над изданием два его сына: Йохан Теодор (1561—1623) и Йохан Израэль (1570—1611).
Гравюры в этих произведениях во многом определили те представления, которые сложились у европейцев об Америке XVI века. Изображения во многом были неточными. Де Бри знал новые миры только из чужих отчётов о путешествиях. Он давал волю своему воображению, при этом коренное население часто изображалось раздетым или менее цивилизованным, в отличие от оригинальных иллюстраций. Одежда и архитектура были похожи на средиземноморские. К некоторым изображениям добавлялись черти, чтобы подчеркнуть язычество коренного населения. Перепечатанные отчёты о путешествиях были отредактированы, чтобы усилить впечатляющие и ужасные детали, такие как каннибализм и человеческие жертвоприношения, а также зверства испанцев. В развернувшейся пропагандистской войне той эпохи между католиками и протестантами деятельность представителей католической Испании в Новом Свете представлялась в самых мрачных красках (так называемая Чёрная легенда).
Другая известная серия — иллюстрации к обвинительному заключению Бартоломе де лас Касаса, «Brevísima relación de la destrucción de las Indias» (1552). Де Бри награвировал их по рисункам Йоса ван Винге. Ближе к концу жизни он сделал гравюры для произведения Филиппо Пигафетты о Конго «Relazione del reame di Congo» (1598).
Теодор де Бри скончался 27 марта 1598 года в возрасте семидесяти лет. Его вдова Катарина де Бри и двое его сыновей Иоганн Теодор и Иоганн Израэль продолжали управлять его издательством.

## Наследие
Выпущенные Теодором де Бри во Франкфурте-на-Майне сборники с рассказами о дальних путешествиях оказались невероятно популярны и неоднократно переиздавались. Тысячи европейцев десятилетиями именно из этих книг узнавали о далёких землях, о плаваниях через океан и приключениях первооткрывателей. Среди прочего в 1594 году Теодор де Брай выпустил книгу «Прибытие Колумба в Новый Свет» и сборник о плавании голландских моряков в Азию. Все серии выходили на немецком и латинском языках и были богато иллюстрированы.
При его жизни было опубликовано в печати только шесть частей полного собрания трудов. Последующие выходили при участии его сыновей, которые также создавали новые гравюры, а затем Маттеуса Мериана (зятя Йохана Теодора де Бри). Последняя часть вышла в свет в 1634 году. Всего труд включал 25 книг и более 1500 гравюр. Последним издателем выступал Себастиан Фурк.
Изображения, созданные де Бри, используются до настоящего времени в книгах об эпохе Великих географических открытий. Помимо этого, вместе с Жан-Жаком Буассаром (1528—1602) в период с 1597 по 1598 год Теодор де Бри опубликовал 100 научных биографий известных людей с портретами, выгравированными на меди. Эту работу продолжили его сыновья и франкфуртский литератор Йохан Адам Лоницер (сын медика и ботаника Адама Лоницера). Вся серия стала известна под названием «Icones virorum illustrium doctrina et eruditione praestantium ad vivum effictae cum eorum vitis» («Изображения мужей выдающейся образованности и глубоких познаний в живых и выразительных картинах»), в более краткой версии — (Bibliotheca chalcographica). В конечном итоге вышло в свет 438 частей и портретов деятелей науки и культуры.

## Новейшие переиздания
- Michiel van Groesen und Larry E. Tise. America (нем.). — Köln: Taschen, 2019. — ISBN 978-3-83657709-0.
- Gerhard E. Sollbach. Amerika 1590. Europas erste Bilder von der Neuen Welt. Der Virginia-Bericht Thomas Harriots mit Kupferstichen Theodor de Brys nach den Bildern John Whites (нем.). — Kettwig: Phaidon, 1992. — ISBN 3-88851-154-2.

## Галерея

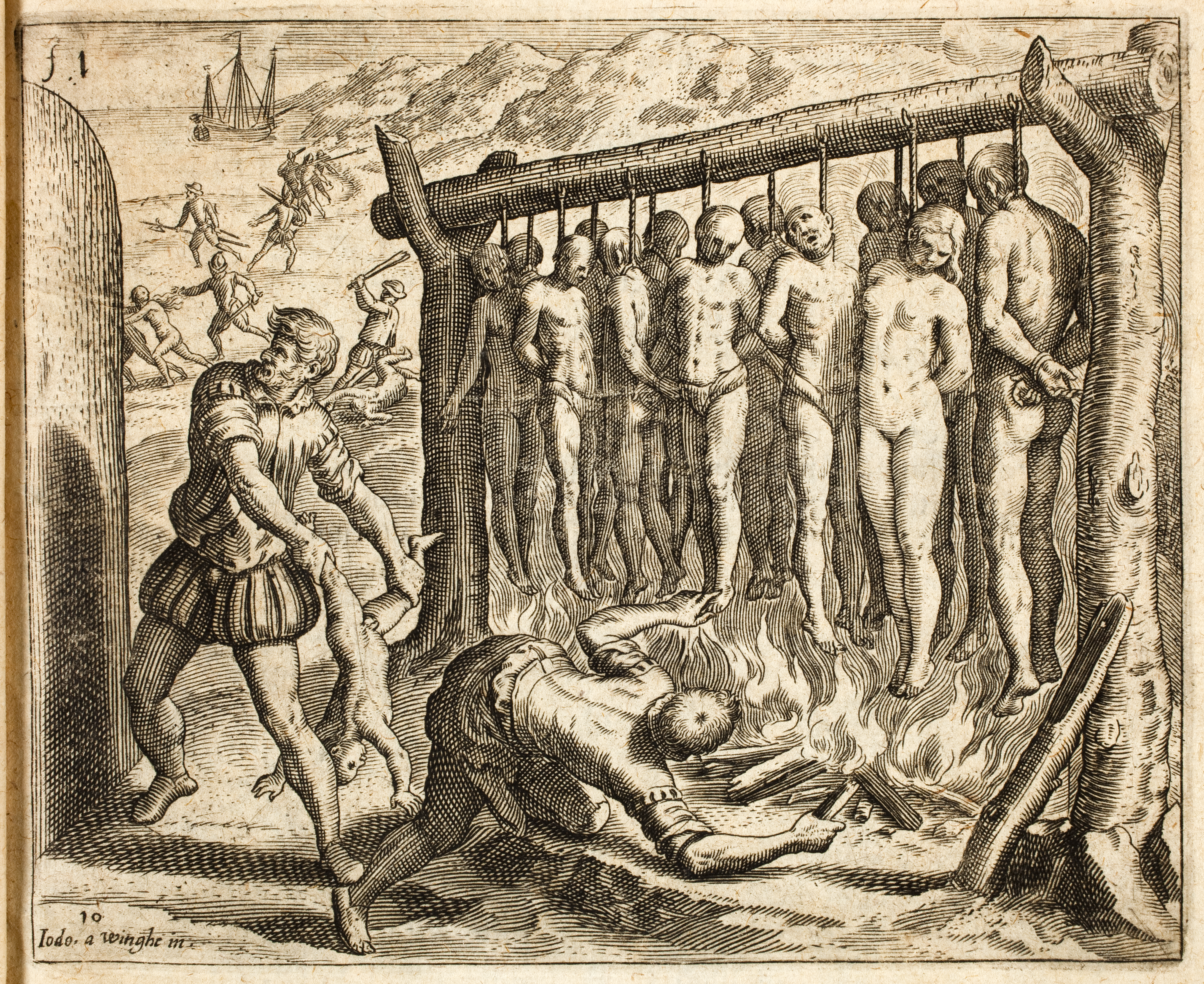
Иллюстрация к «Истории завоевания Индий» Бартоломе де лас Касаса. Офорт по рисунку Йоса ван Винге
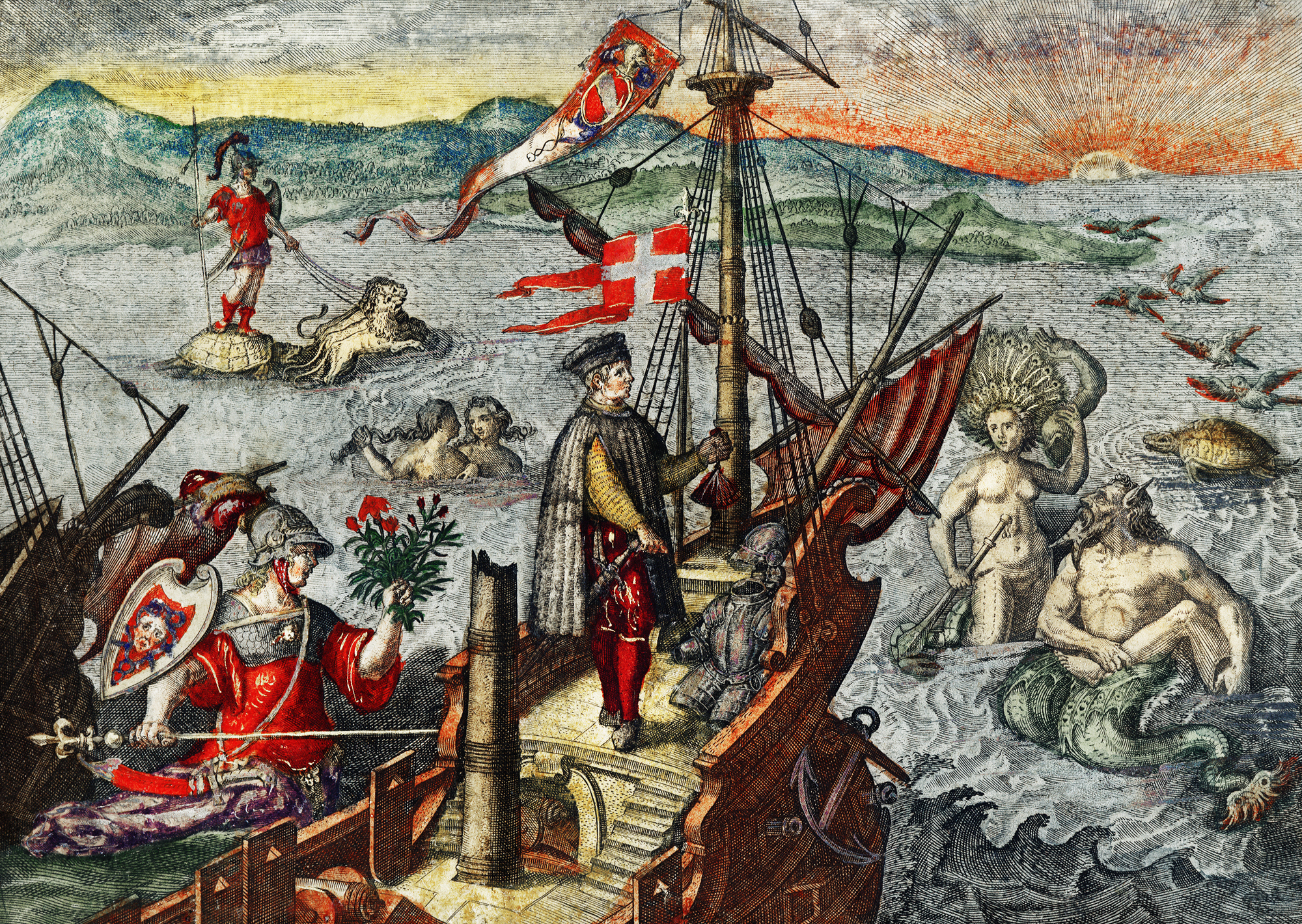
Прибытие в Америку Христофора Колумба
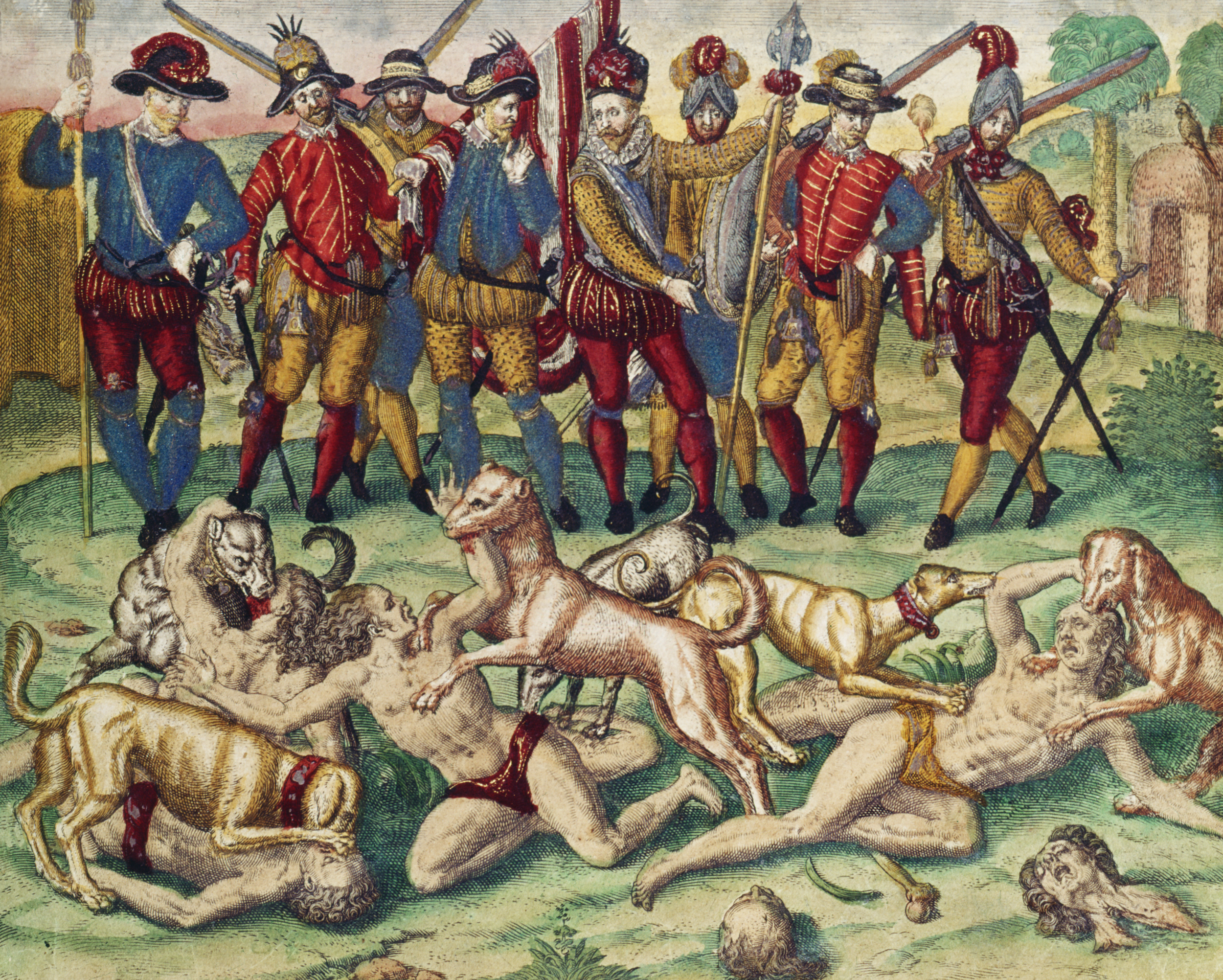
Зверства испанцев в Америке
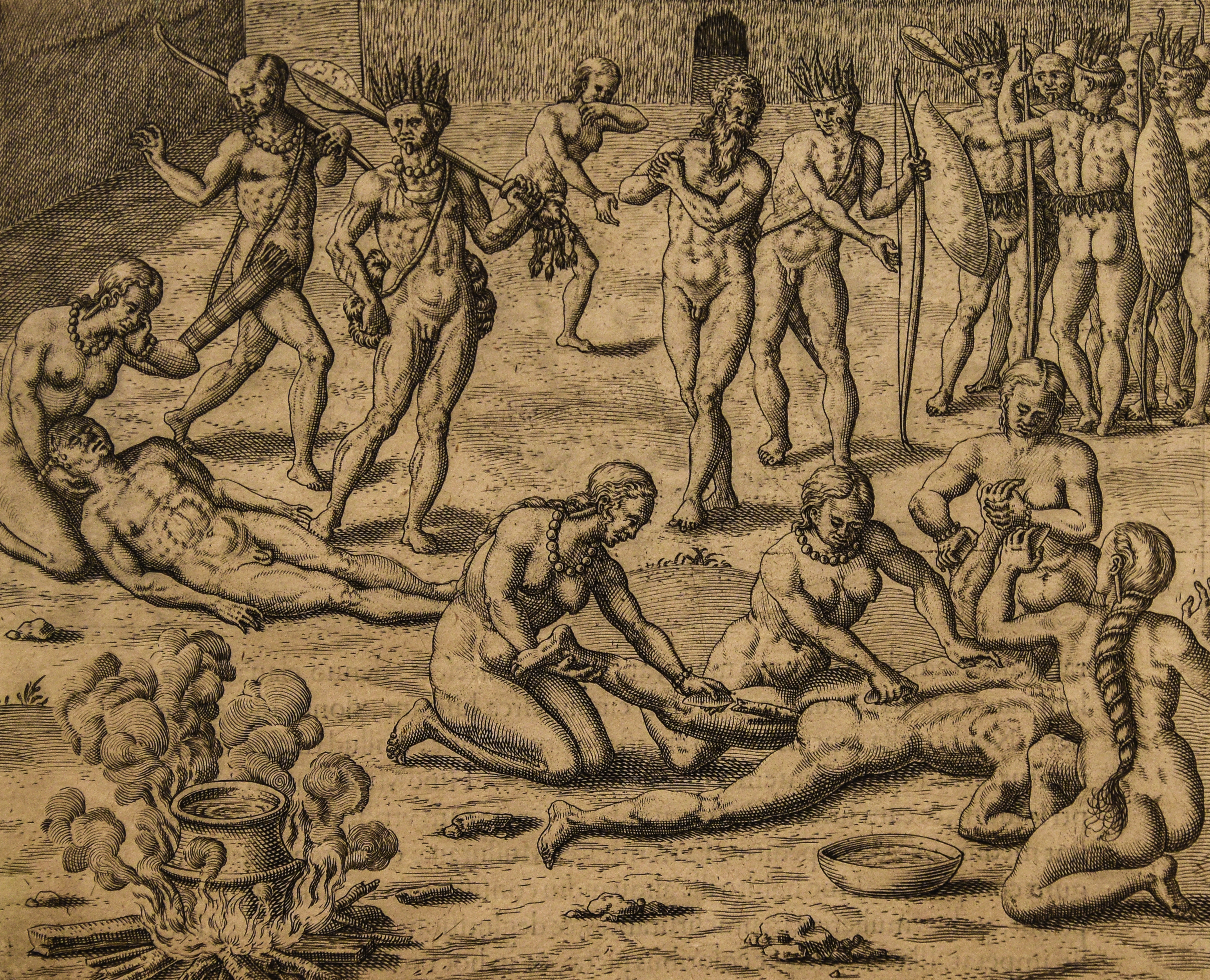
Карибские индейцы-каннибалы
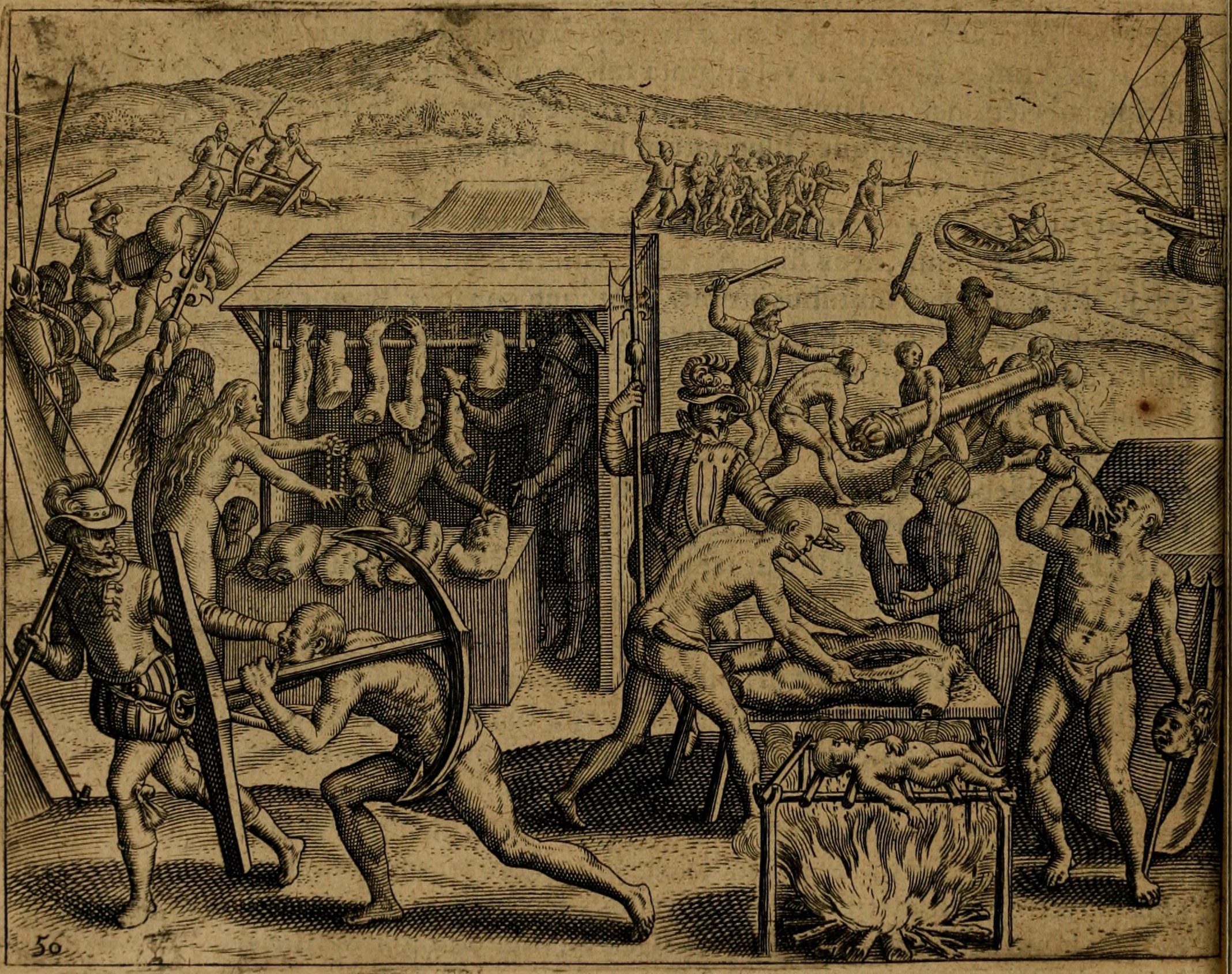
Обращение каннибалов в рабство
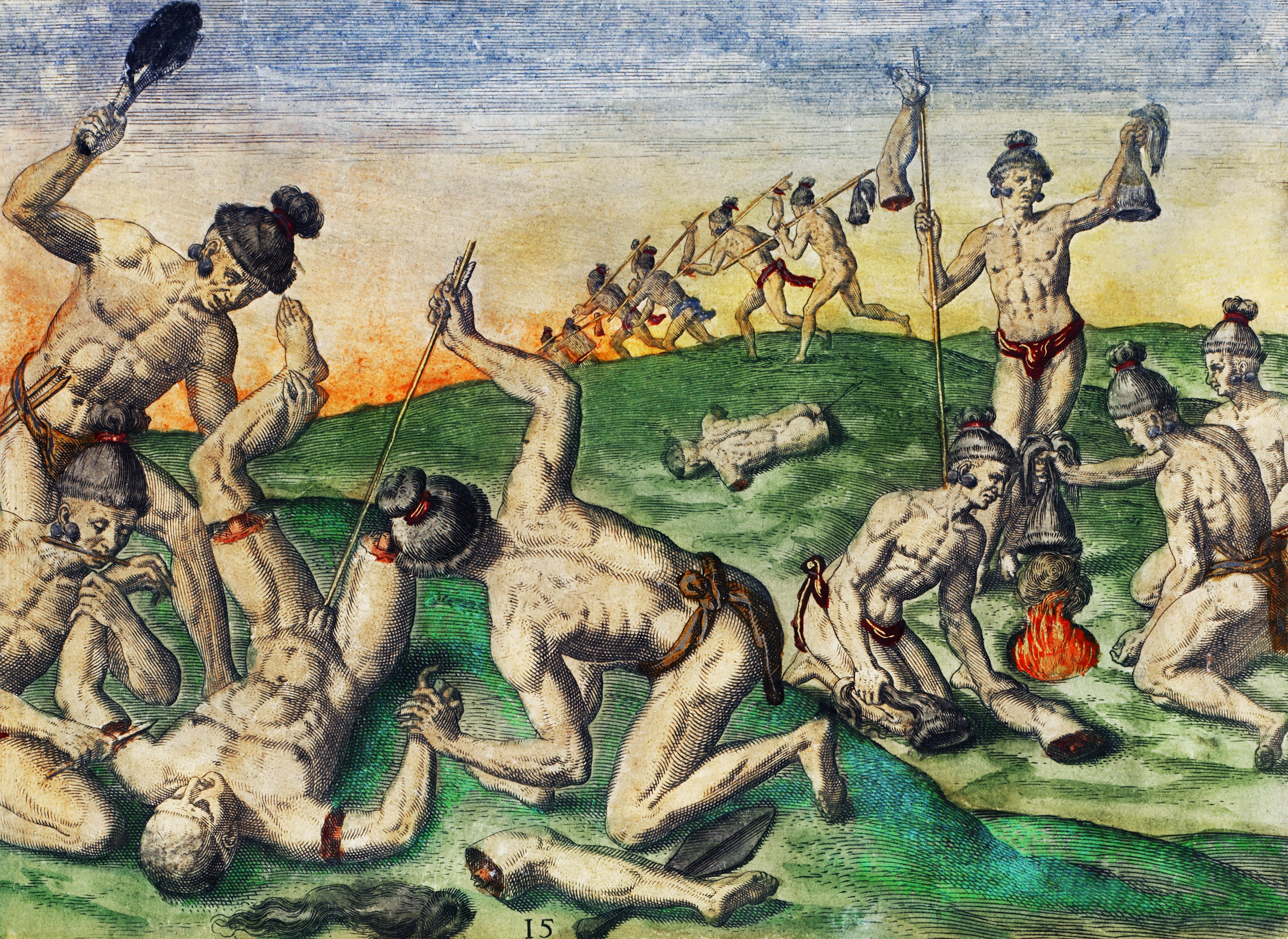
Скальпирование индейцами своих врагов
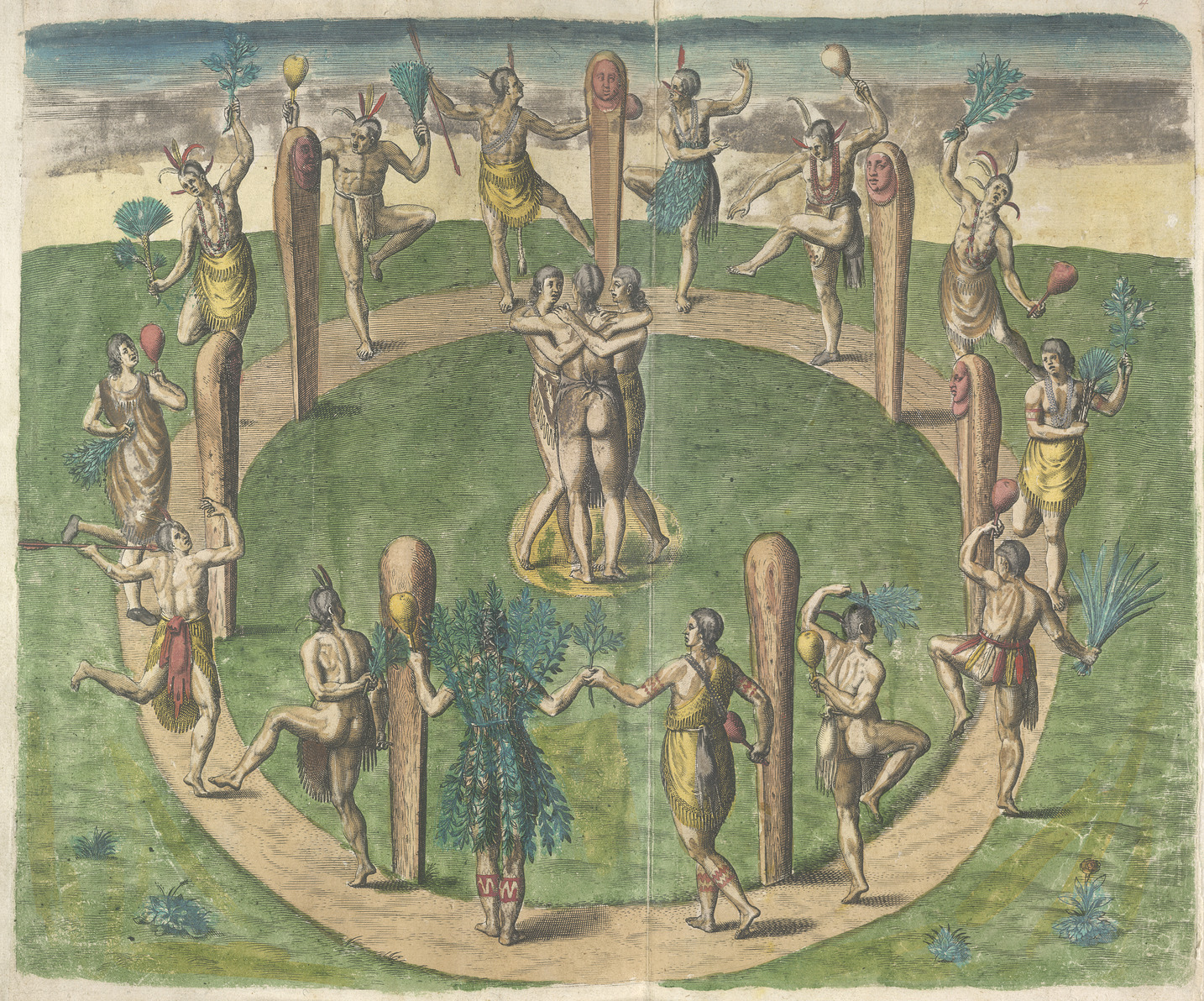
Ритуальный танец индейцев Виргинии
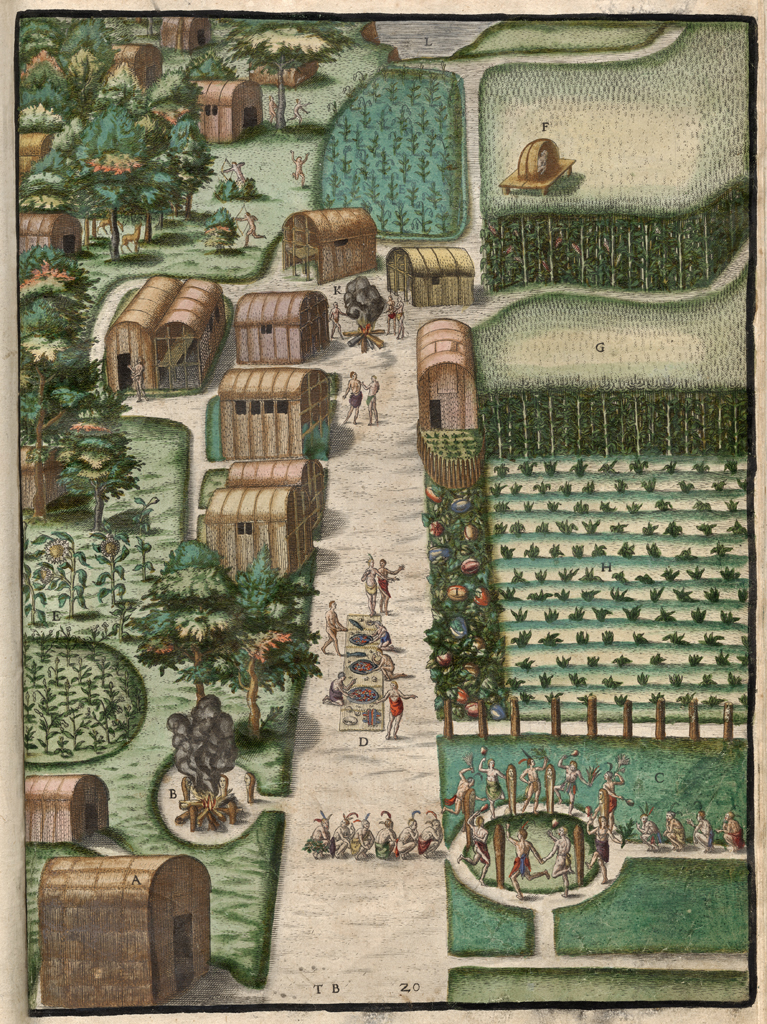
Деревня индейцев секотонов в Виргинии
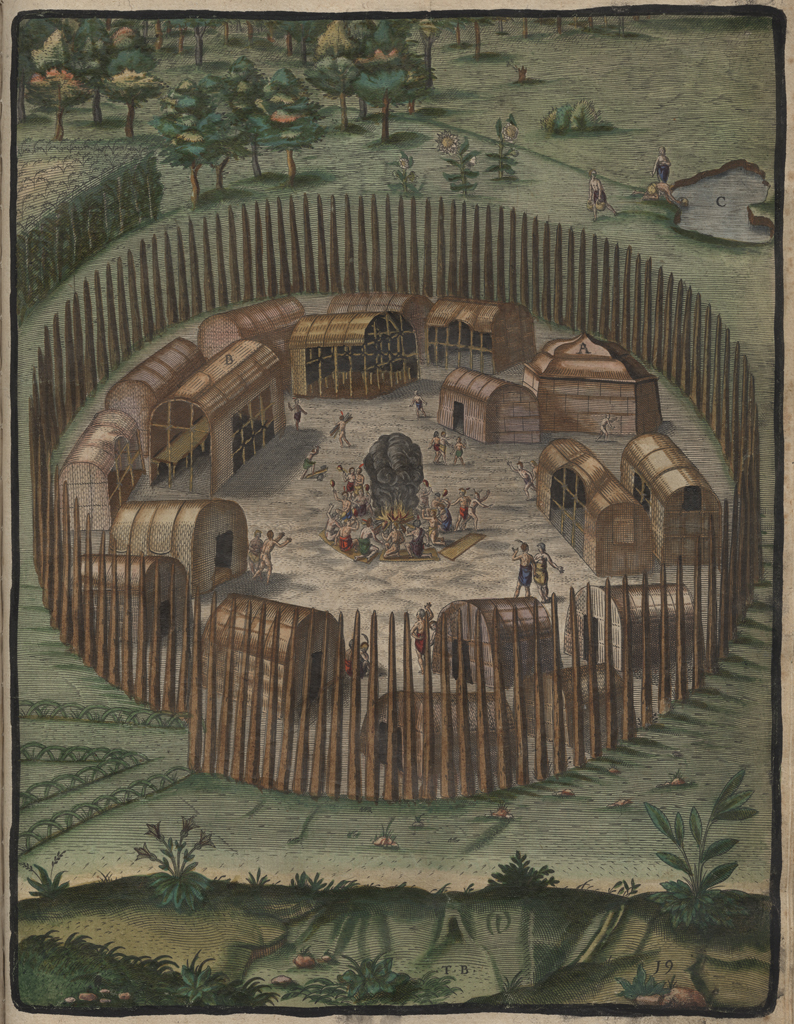
Деревня индейцев помейоков в Северной Каролине
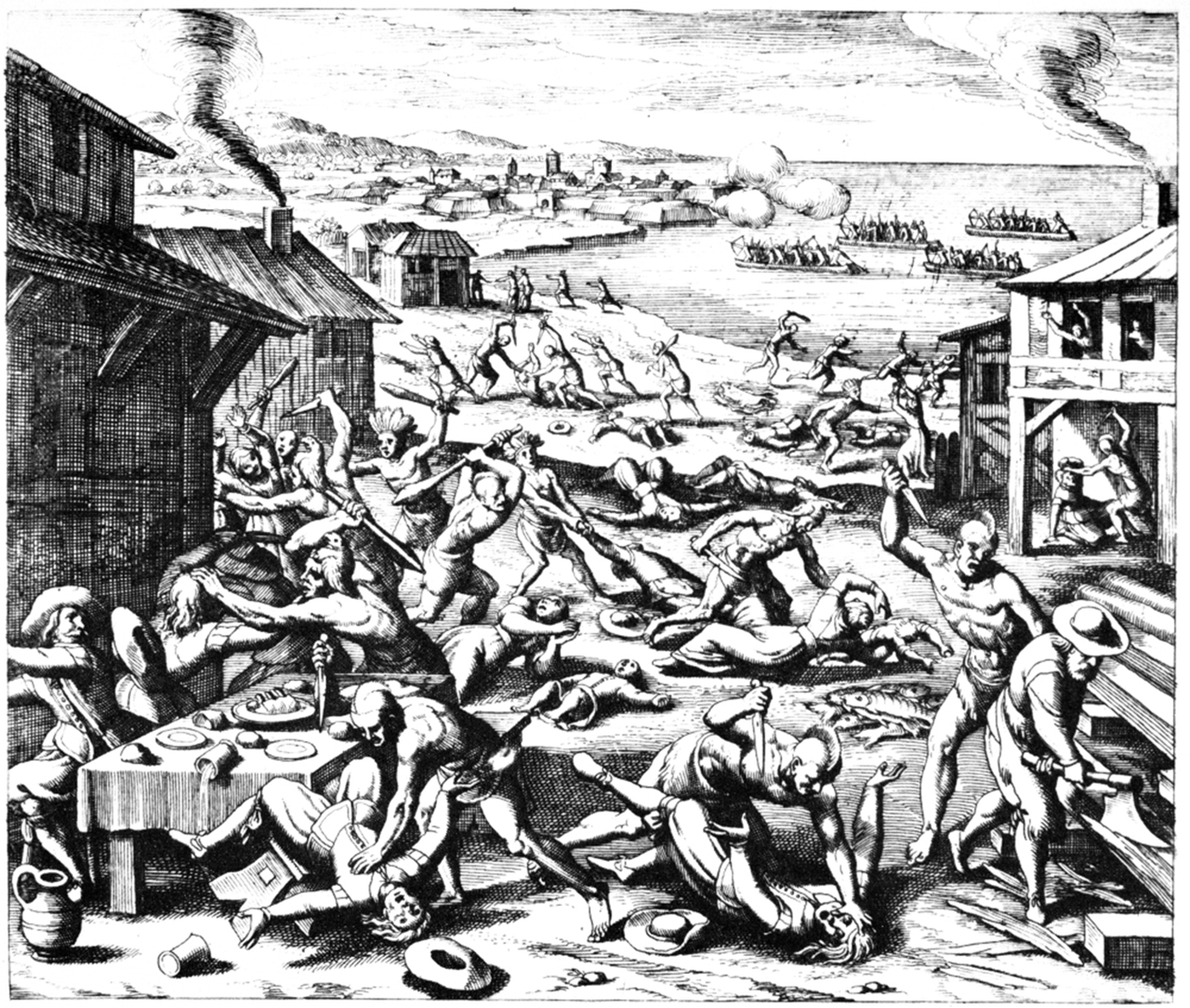
Резня в Джеймстауне
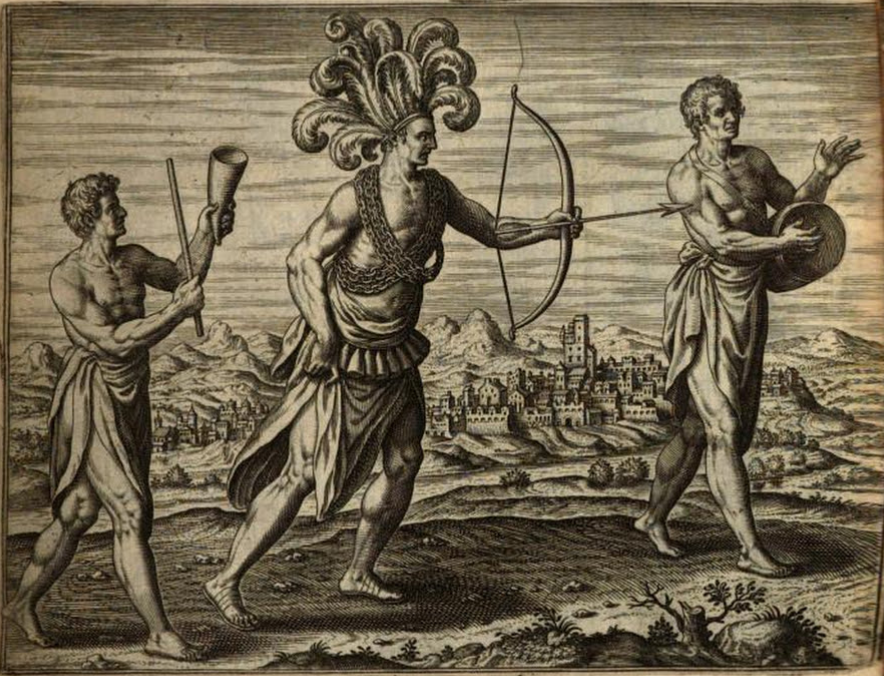
Король Конго Альваро II (1587—1614)